# تريبولي (آيوا)

موقع البلدة داخل المقاطعة في ولاية آيوا

تريبولي (بالإنجليزية: Tripoli City)‏ هي بلدة في مقاطعة بيرمر بولاية آيوا في الولايات المتحدة الأمريكية. تبلغ مساحة البلدة 3.6 كيلومتر مربع. في تعداد سكاني جرى العام 2000 كان هناك 1,310 يقطنون في 537 وحدة سكنية. تعد البلدة جزء من مدينة واترلو التي يبلغ عدد سكانها 68,747 نسمة والتي تعد جزءا من منطقة واترلوا سيدار فالز ميتروبوليتان.